# Potamotrygon motoro
 (septembre 2024).
Si vous disposez d'ouvrages ou d'articles de référence ou si vous connaissez des sites web de qualité traitant du thème abordé ici, merci de compléter l'article en donnant les références utiles à sa vérifiabilité et en les liant à la section « Notes et références ».
Espèce
Statut de conservation UICN

 DD  : Données insuffisantes
Statut CITES
Potamotrygon motoro, la Raie à aiguillon commune ou Raie ocellée d'eau douce, est une espèce de raie de la famille des Potamotrygonidés.

## Description
Cette raie d'eau douce atteint à l'âge adulte une taille maximale de 55 centimètres.

### Juvéniles
Les jeunes naissent et ressemblent en tous points à leurs ainés. Ils mesurent une dizaine de centimètres.

## Répartition
L'espèce est native des bassins fluviaux du Rio Uruguay, du Rio Paraná, de l'Orénoque, et d'Amazonie[réf. nécessaire].

## Reproduction
La raie ocellée d'eau douce est vivipare, après un accouplement violent, la femelle devient gestante (comme chez les mammifères, il y a des placentas) et les jeunes naissent après une gestation de 4 mois.

### Hybridation
Potamotrygon motoro peut s'hybrider avec Potamotrygon falkneri et Potamotrygon leopoldi, car elles sont de la même famille.

## En captivité
L'aquarium du palais de la Porte-Dorée détient un petit groupe de Potamotrygon motoro dont au moins un couple reproducteur (novembre 2014). Les informations publiées annoncent des reproductions tous les deux ou trois mois de 3 à 5 jeunes. Ils sont maintenus dans de grandes cuves en compagnie de poissons provenant de cours d'eau et rivières similaires. 
L'aquarium Sea Life du Val d'Europe détient également des Potamotrygon motoro, il y a eu une naissance en mars 2020.

## Systématique
Le nom valide complet (avec auteur) de ce taxon est Potamotrygon motoro (Müller & Henle, 1841).
Ce taxon porte en français les noms vernaculaires ou normalisés suivants : Raie à aiguillon commune, Raie ocellée d'eau douce[réf. nécessaire]
Potamotrygon motoro a pour synonymes :
- Paratrygon laticeps (Garman, 1913)

- Potamotrygon alba Castex, 1963

- Potamotrygon circularis Garman, 1913

- Potamotrygon labradori Castex, 1963

- Potamotrygon laticeps Garman, 1913

- Potamotrygon pauckei Castex, 1963

- Taeniura motoro Müller & Henle, 1841

- Trygon garrapa Jardine, 1843

- Trygon mulleri Castelnau, 1855

## Galerie

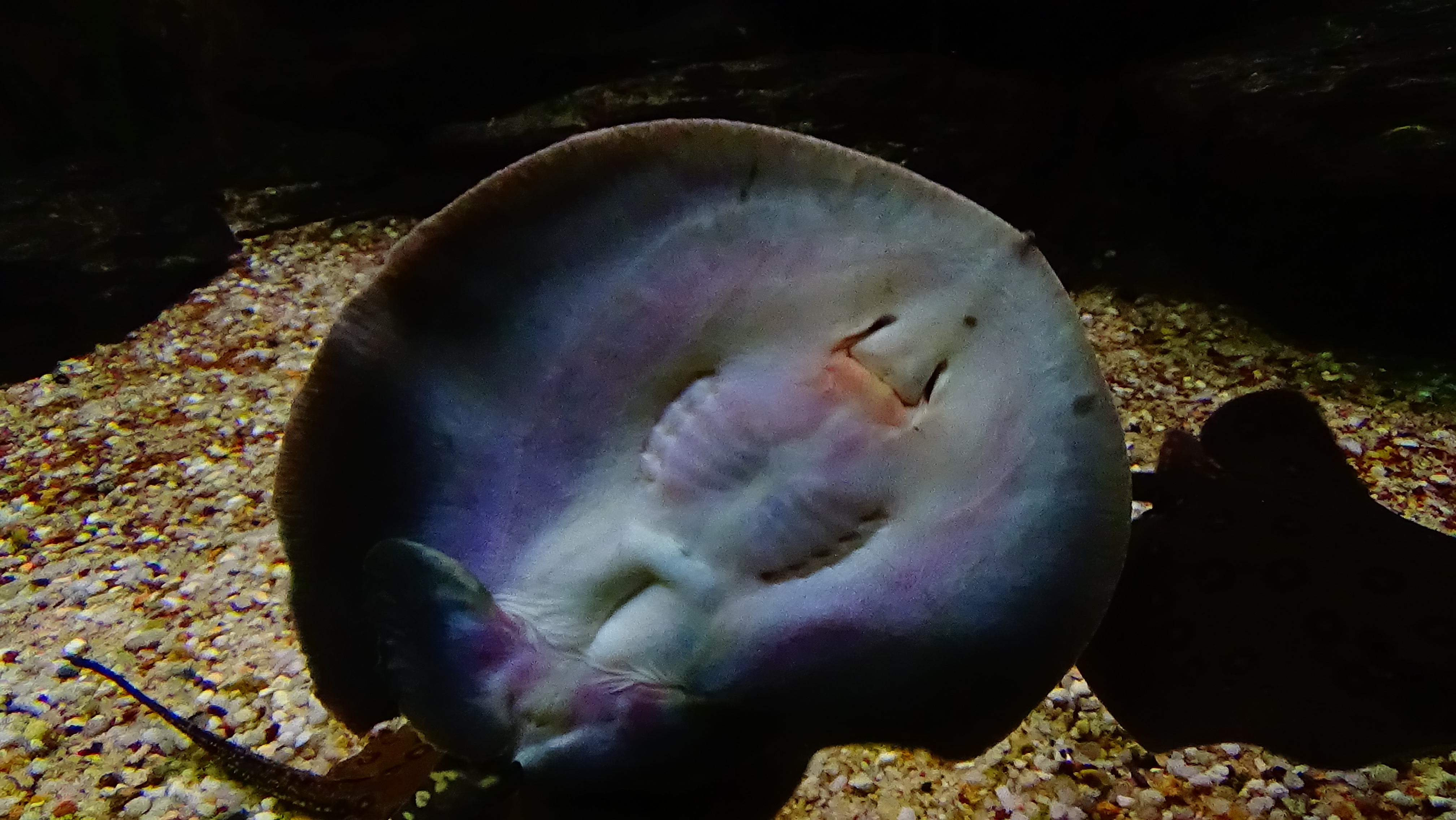
Vue de dessous d'un adulte à l'aquarium du palais de la Porte-Dorée.
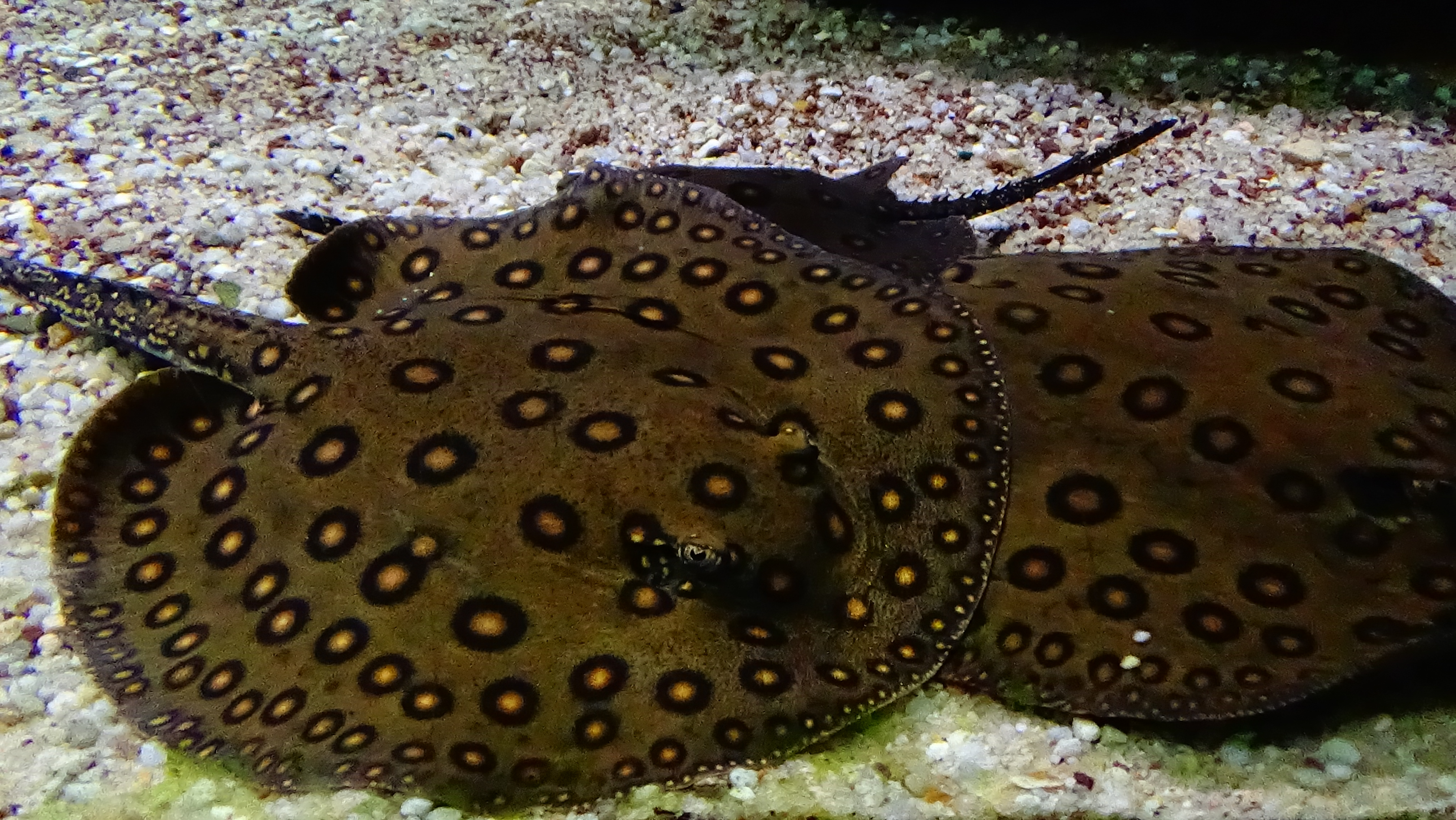
Adultes à l'aquarium du palais de la Porte-Dorée.
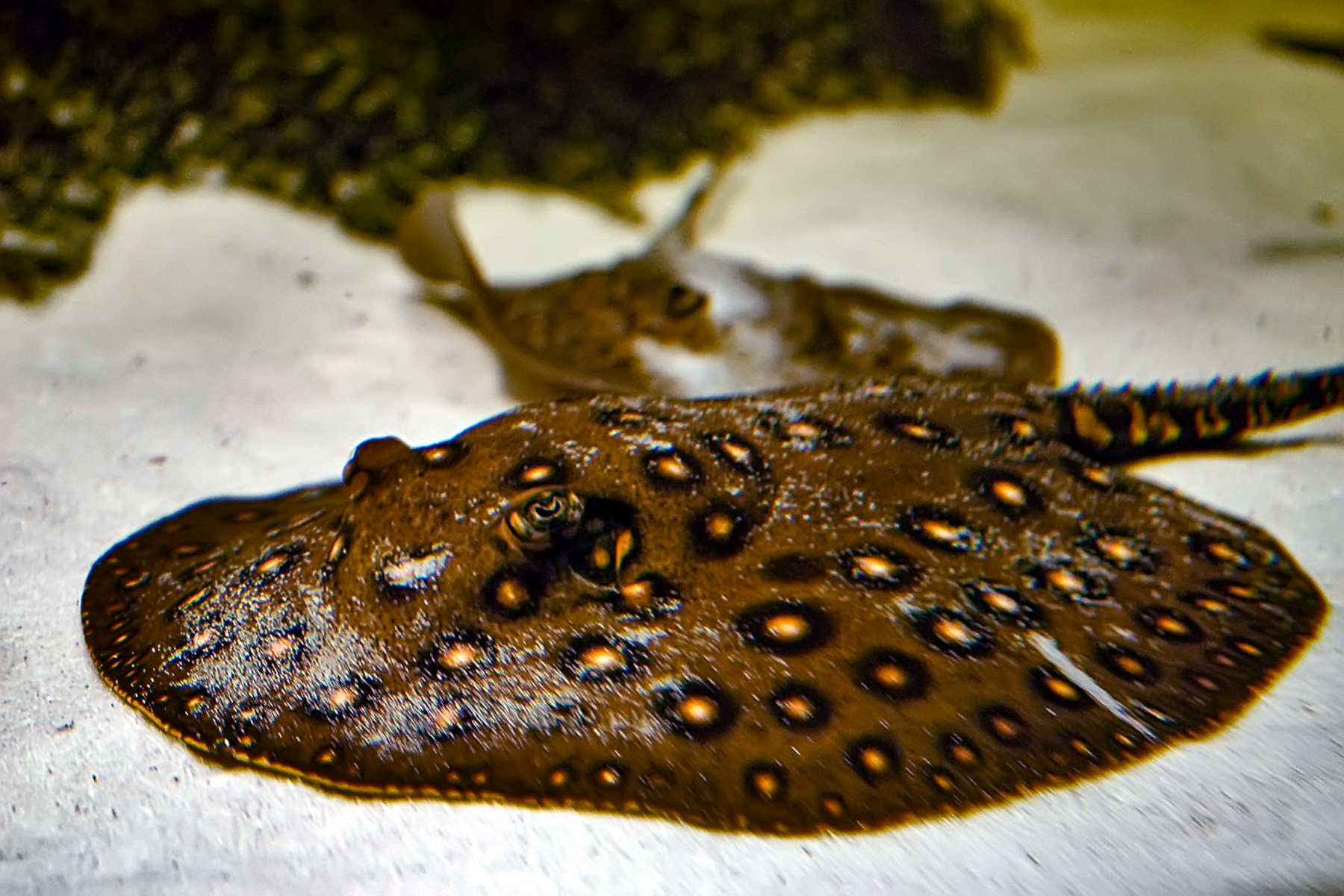
Potamotrygon motoro.
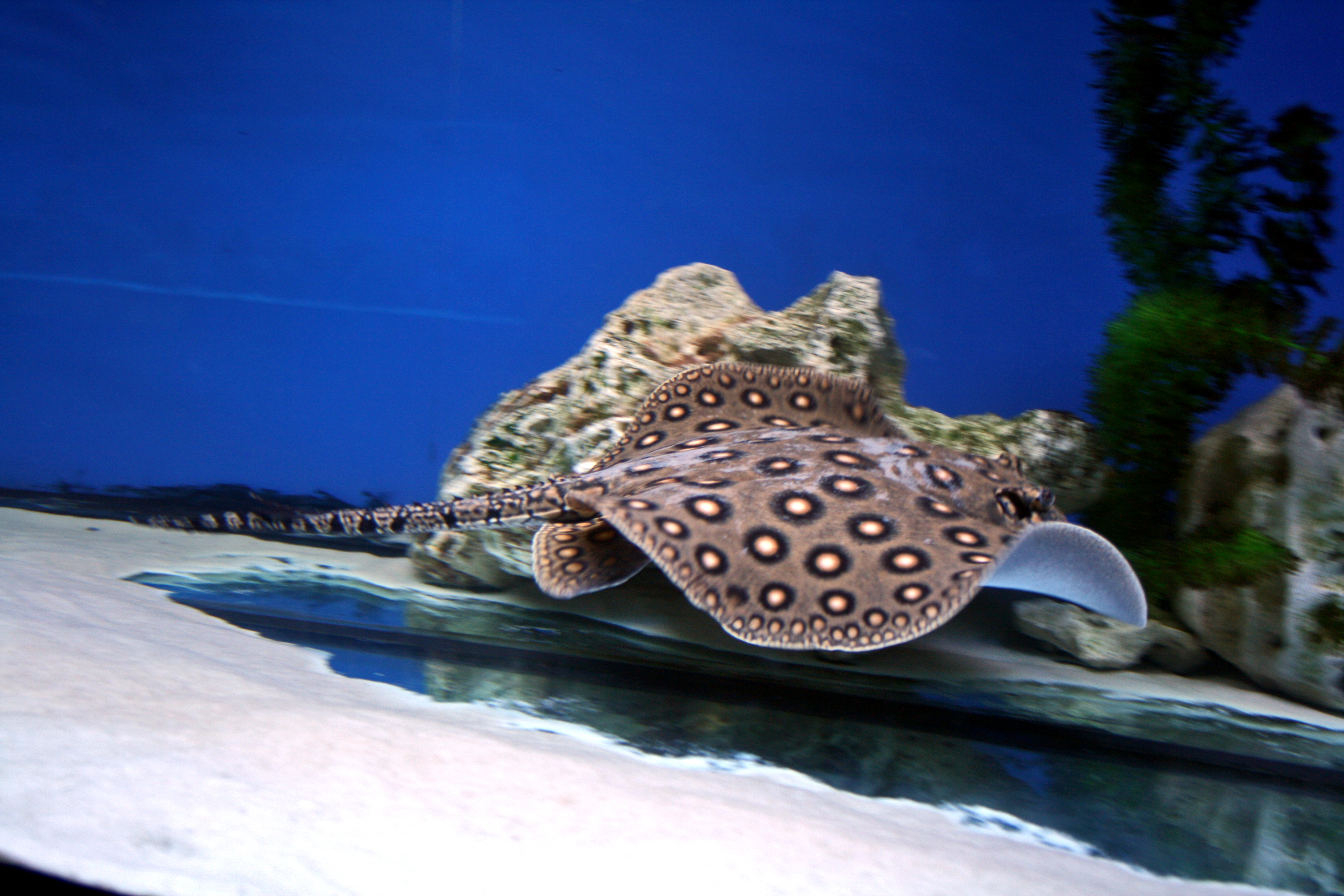
Potamotrygon motoro.
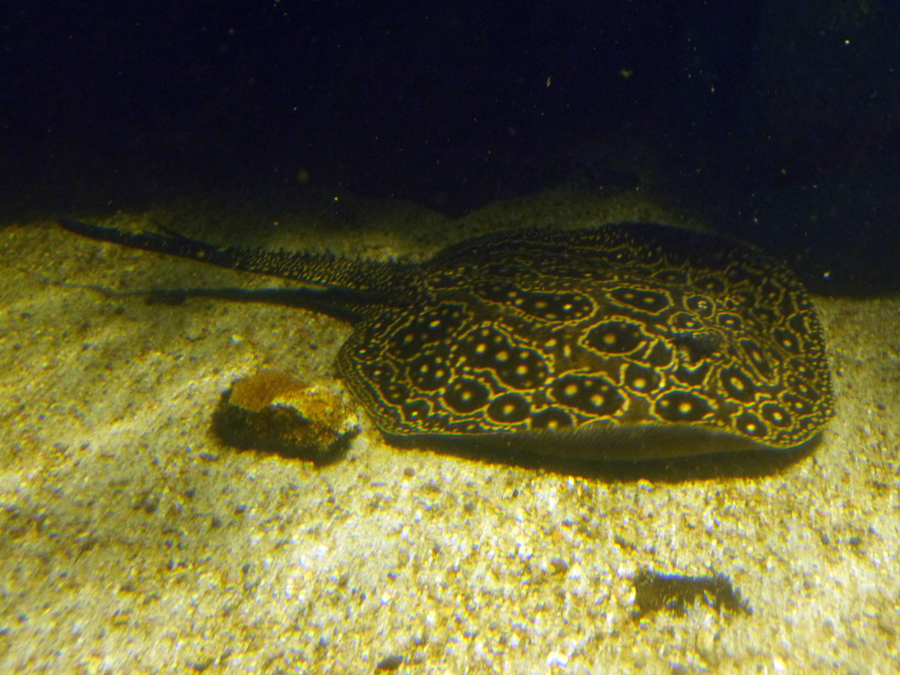
Potamotrygon jabuti.